# Chasseurs ardennais
El Bataillon de Chasseurs Ardennais (francés; batallón de cazadores de las Ardenas) es una formación de infantería dentro del Componente Terrestre de las Fuerzas Armadas belgas. Actualmente la unidad forma parte de la 7.ª Brigada. La unidad fue formada en 1933 cuando el 10.º Regimiento de la Línea pasó a ser el Regimiento de Chasseurs Ardennais, el cual permaneció hasta 2011 cuando éste fue degradado a batallón. Su nombre proviene de la región belga de las Ardenas.

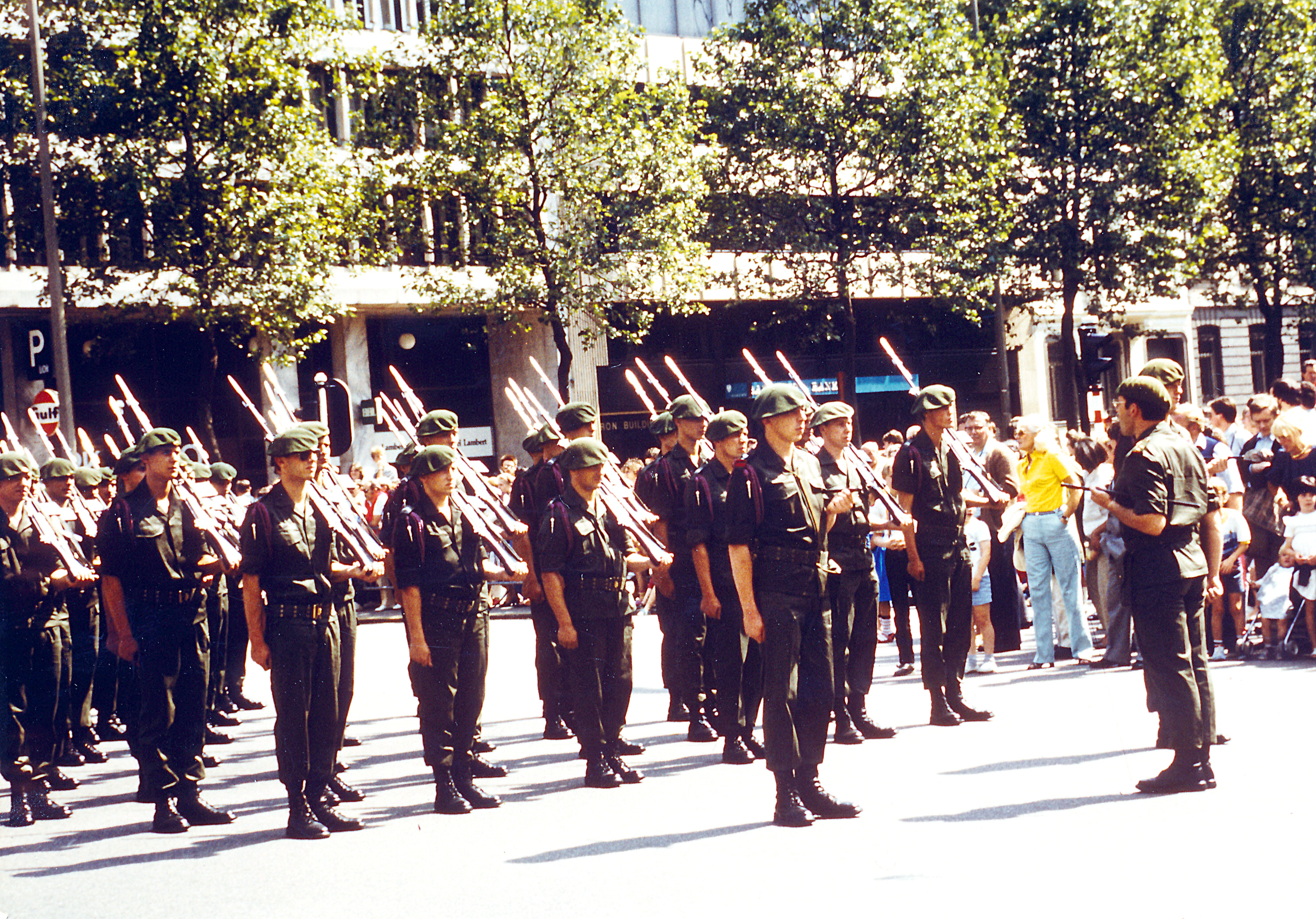
Destacamento de cazadores de las Ardenas esperando antes del desfile del Día Nacional el 21 de julio de 1989 en Bruselas.

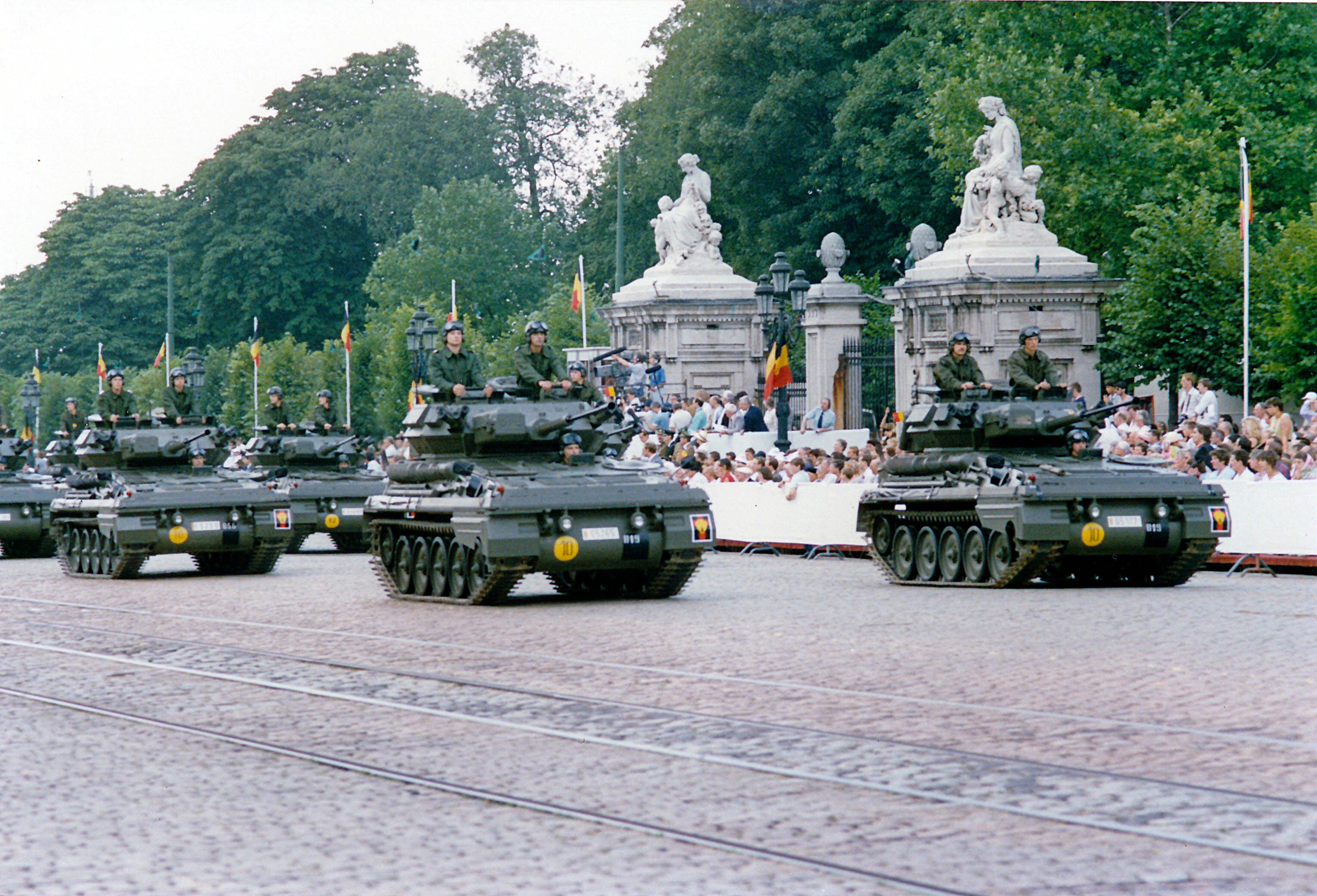
FV-107 Scimitar rastreó vehículos de combate de reconocimiento de los exploradores de los cazadores de las Ardenas que desfilaban frente al rey el 21 de julio de 1989 en Bruselas.

## Historia
El origen de los Chasseurs Ardennais se inicia como un concepto concebido en 1914 por el Coronel Bremer y seguido adelante por el General Hellebaut en 1928: la creación de un cuerpo en la frontera este de Bélgica, cerca de Alemania, con la intención de protegerla en caso de que hubiese un ataque por parte de los alemanes. El 10 de marzo de 1933, el Rey Alberto I cambió el nombre de la unidad de 10e de ligne a Régiment des Chasseurs Ardennais. Posteriormente estos soldados, con base en Arlon, Bélgica llevaría el jabalí (emblema de las Ardenas) en sus boinas verdes. Un regimiento no fue bastante para aguantar las líneas del este, así que en agosto de 1934, el regimiento se dividió en tres y se añadió una unidad ciclista. El 24 de marzo de 1937, fueron creados tres regimientos: 1.º, 2.º y 3.º Régiment des Chasseurs Ardennais, localizados en Arlon, Bastogne y Vielsalm.  A finales de 1939 esta división estaba formada por 35.000 hombres.

### Segunda Guerra Mundial
En la Segunda Guerra Mundial los Chasseurs Ardennais formaron parte en una batalla dura tras Bélgica ser invadida el 10 de mayo de 1940; los alemanes admiraron la resistencia de los belgas y los Chasseurs Ardennais no fueron excepción. En la batalla un cañón antitanque de 47mm fue capaz de destruir o incapacitar cinco tanques alemanes.

## Condecoraciones de batalla

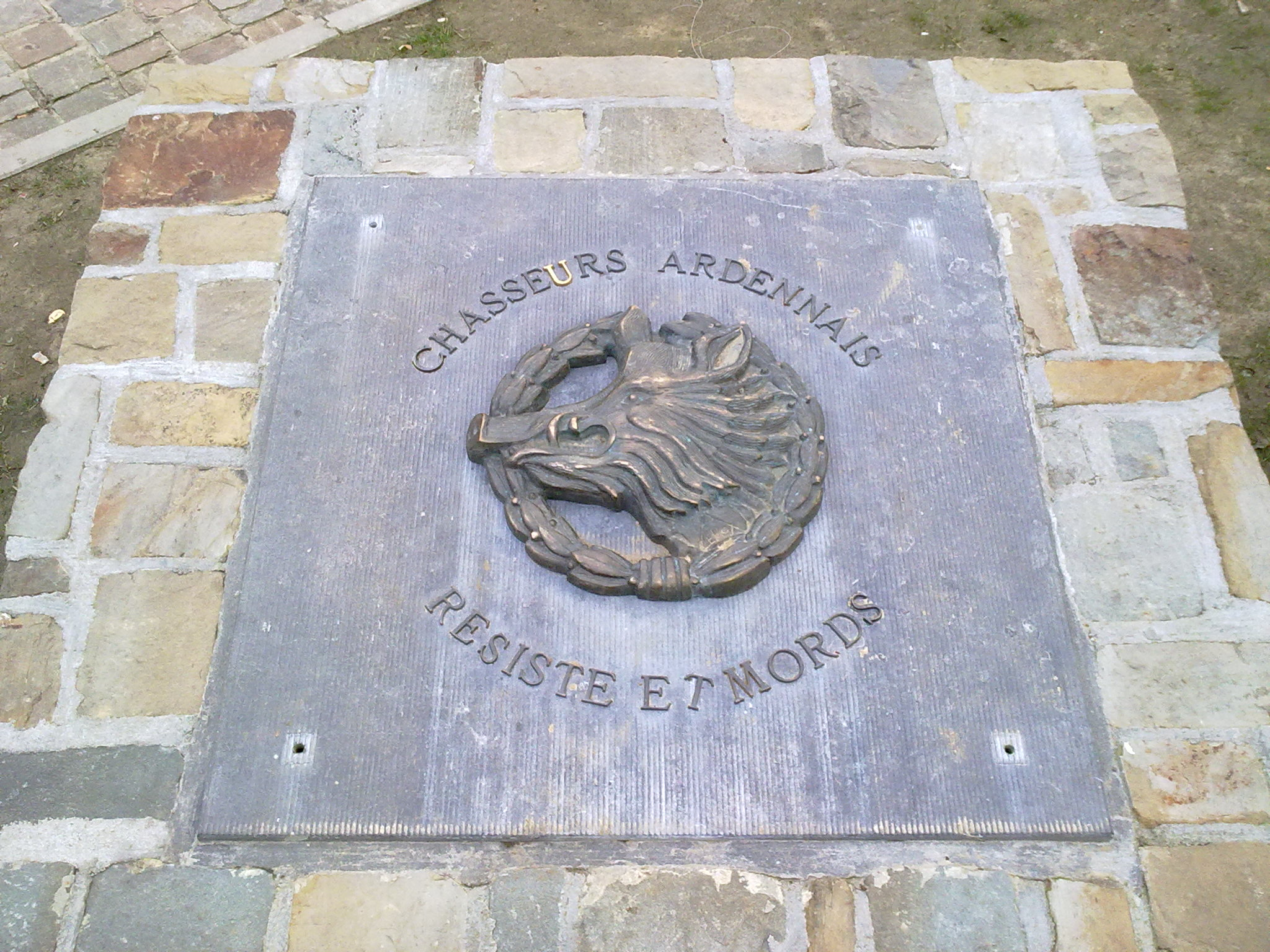
Placa conmemorativa en Schaerbeek, Bruselas, en la que se puede ver el escudo del regimiento y su lema (Résiste et Mords).

La bandera de la unidad lleva las siguientes citas:
- Namur
- Termonde
- Yser
- Esen
- Kortemark
- Ardennes
- La Dendre 1940
- Vinkt

## Uniforme e insignia
Los Chasseurs Ardennais han vestido, desde sus inicios, una boina verde grande además del uniforme que viste el resto del ejército. La insignia en la gorra es la cabeza de un jabalí típico de la región de las Ardenas.

## En la cultura popular
Una plaza en Schaerbeek, Bruselas, recibe su nombre de los Chasseurs Ardennais, además de ser una carretera en Vielsalm.
La banda de power metal sueca Sabaton lanzó un álbum llamado Heroes en mayo de 2014, en la que la canción Resist and Bite está dedicada a los Chasseurs Ardennais. Su nombre proviene del lema de los cazadores, Résiste et Mords, siendo su traducción al español "Resiste y muerde".